# Clara Wichmann

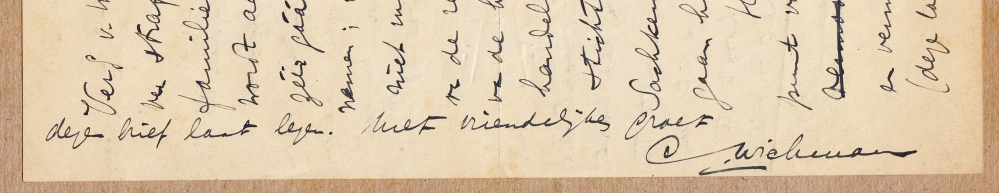
Handschrift van Clara Wichmann (1920)

Clara Gertrud Wichmann, ook wel Meijer-Wichmann genoemd (Hamburg, 17 augustus 1885 - 's-Gravenhage, 15 februari 1922) was een Nederlandse anarcho-socialist, vrijdenker en jurist.

## Loopbaan

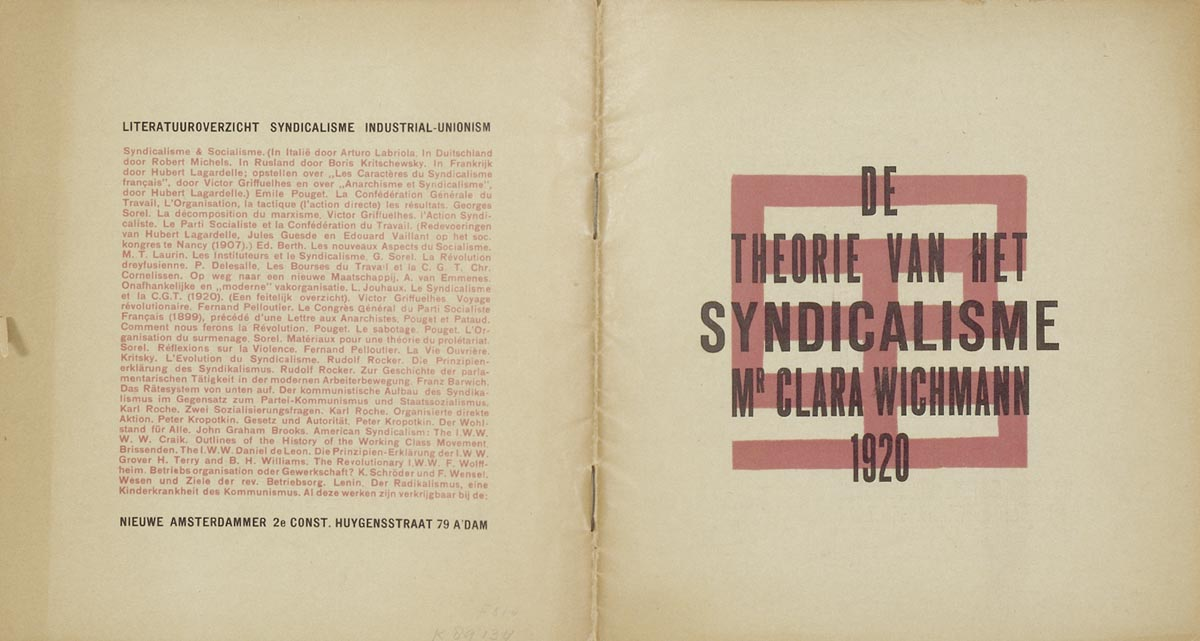
De theorie van het syndicalisme (1920). Ontwerp Theo van Doesburg.

Clara Wichmann was geboren als dochter van hoogleraar Carl Ernst Arthur Wichmann (1851-1927) en schrijfster Johanna Therese Henriette Zeise (1852-1938). Ze studeerde rechten in Utrecht, haalde op 21 juni 1909 haar doctoraalexamen en op 18 december 1912 promoveerde ze cum laude bij D. Simons op de dissertatie Beschouwingen over de historische grondslagen der tegenwoordige omvorming van het strafbegrip. Daarnaast studeerde ze onder meer kunstgeschiedenis bij Willem Vogelsang aan de Universiteit Utrecht en filosofie bij Gerard Bolland in Leiden. Als jurist drong Wichmann in vele artikelen aan op een radicale hervorming van het strafrecht. Door haar werk bij het Centraal Bureau voor de Statistiek, waar ze vanaf 1916 hoofd was van de afdeling criminologie, werd ze gesterkt in haar opvatting dat vergelding geen goede basis was voor het strafrecht. In 1919 richtte Wichmann het Comité van actie tegen de bestaande opvattingen omtrent Misdaad en Straf op. Ze was voorstander van uitbanning van het strafrecht als manier om recht te doen. Ook op andere gebieden zoals de libertaire (anarchistische), anarcho-socialistische arbeidersbeweging, de antimilitaristische beweging en de vrouwenbeweging was Wichmann (vooral door middel van publicaties) actief. Hoewel ze streefde naar formele gelijke behandeling voor mannen en vrouwen, te beginnen met het kiesrecht (vrouwenkiesrecht werd pas in 1919 ingevoerd), vond ze het nog belangrijker dat vrouwen zich innerlijk vrij wisten te maken. In de beginjaren van de Internationale School voor Wijsbegeerte (Amersfoort) was Wichmann een gewaardeerd inleider bij maatschappij-kritische onderwerpen. Verder was zij lid van de vrijdenkersvereniging De Dageraad.
Ze trouwde met dienstweigeraar Jo Meijer. Een jaar later stierf zij, pas 36 jaar oud, in het kraambed, enkele uren na de geboorte van haar dochtertje. Jo Meijer bundelde postuum veel van haar werk en zorgde voor de uitgave. Clara Wichmann was de zus van de Nederlandse kunstenaar Erich Wichmann, die vijf jaar jonger was dan zij.
Het Clara Wichmann Instituut (CLWI) werd naar haar vernoemd. Dit instituut (1987-2004) kwam op voor de belangen van vrouwen.
Op 22 april 2004 werd de Vereniging Vrouw en Recht - Clara Wichmann opgericht naar aanleiding van het opheffen van het Clara Wichmann instituut. Het instituut werd opgeheven vanwege de beëindiging door het ministerie van justitie van de subsidie.
Sinds 1988 wordt elk jaar op 10 december de Clara Meijer-Wichmann Penning uitgereikt door de Liga voor de Rechten van de Mens. Ook is er een proefprocessenfonds dat haar naam draagt: het Bureau Clara Wichmann (BCW), voorheen de Stichting Proefprocessenfonds Clara Wichmann. Dit fonds stelt geld ter beschikking voor het voeren van rechtszaken die de maatschappelijke en juridische positie van vrouwen in Nederland zouden kunnen verbeteren. De Vereniging Vrouw en Recht en het Fonds werken samen op praktische activiteiten.
In 1985 werd ter gelegenheid van haar 100e geboortedag in het huis aan de Nachtegaalstraat 37 in Utrecht, waar Wichmann haar jeugd doorbracht, een gedenksteen onthuld. De steen werd gemaakt door Aryaan Harshagen.